# Коваль-Фучило Ірина Мирославівна
Іри́на Миросла́вівна Кова́ль-Фучи́ло (*22 жовтня 1975, м. Львів, УРСР, СРСР) — українська фольклористка, кандидат філологічних наук, старший науковий співробітник Інституту мистецтвознавства, фольклористики та етнології імені М. Т. Рильського (ІМФЕ) НАН України. Напрями наукової діяльності: традиційна сімейна обрядовість українців та інших слов’ян; історія української фольклористики; усноісторичні наративи.

## З життєпису і наукова діяльність
Народилась у Львові 22 жовтня 1975 року.
Закінчила філологічний факультет Львівського національного університету ім. І. Франка.
2000 року захистила кандидатську дисертацію «Українські похоронні голосіння: генеза і поетика».   
З 2002 року — молодший, з 2015-го — старший науковий співробітник відділу фольклористики ІМФЕ НАН України.
І. М. Коваль-Фучило — авторка понад 170 публікацій (дані на 2019 рік), зокрема монографії «Українські голосіння: антропологія традиції, поетика тексту» (2014), упорядниця фундаментальної праці «Голосіння» (2012), книги Ф. Колесси «Обнова української етнографії й фольклористики на Західних областях УРСР: Листування Ф. Колесси й М. Азадовського» (2011).
Учасниця численних національних і міжнародних фахових конференцій, симпозіумів, семінарів тощо.